# گونه‌شناسی مسکن بوشهر

## گونه‌شناسی مسکن در بوشهر
فضای بیشتر خانه‌های بوشهر در عمارات یا خانه‌های اعیانی بزرگ به چند حیاط اندرونی، بیرونی و نارنجستان تقسیم شده‌است. متأسفانه تعداد زیادی از این خانه‌های چند حیاطه در حاشیه ساحل و لنگرگاه کنونی تخریب شده‌است.

## بخشهای مختلف خانه‌های یک حیاطه
بخشهای مختلف خانه‌های یک حیاطه در چند گونه رایج زیر سازماندهی شده‌است:
1-	فضاها در یک جبهه حیاط سازماندهی شده‌است.
2-	فضاها در دو جبهه حیاط و روبروی هم قرار گرفته‌است.
3-	فضاها در دو طرف حیاط به صورت عمود بر هم(L)سازماندهی شده‌است.
4-	فضاها در سه طرف حیاط به صورت (U)سازماندهی شده‌است.
5-	فضاها در چهار جبهه حیاط ساخته شده‌است.